# Špeter ob Soči
Špeter ob Soči (San Pier d'Isonzo, bizjaško San Piero, furlansko San Pieri dai Bisiacs) je občina v Goriški pokrajini v italijanski deželi Furlaniji - Julijski krajini, v bližini Turjaka.